# Darzowice
Darzowice [daʐɔˈvit͡sɛ] (deutsch Darsewitz) ist ein Dorf in der polnischen Woiwodschaft Westpommern. Es gehört zur Gmina Wolin (Gemeinde Wollin) im Powiat Kamieński (Camminer Kreis).

## Geographische Lage
Der Ort liegt am linken Ufer der Dziwna (Dievenow), eines Mündungsarms der Oder, etwa vier Kilometer nördlich der Stadt Wolin (Wollin), 15 Kilometer südwestlich der Kreisstadt Kamień Pomorski (Cammin i. Pom.) und 50 Kilometer nördlich von Stettin.

## Geschichte
Im Jahr 1301 erwarb die  Stadt Wollin das Dorf Darsewitz und das benachbarte Dorf Klein Mokratz vom pommerschen Herzog Bogislaw IV. Nach Brüggemann  war Darsewitz um 1779 eines von zwei Eigentumsdörfern  der Stadt Wollin. Damals gab es hier sieben Bauern, einen Kossäten und zwei Büdner.

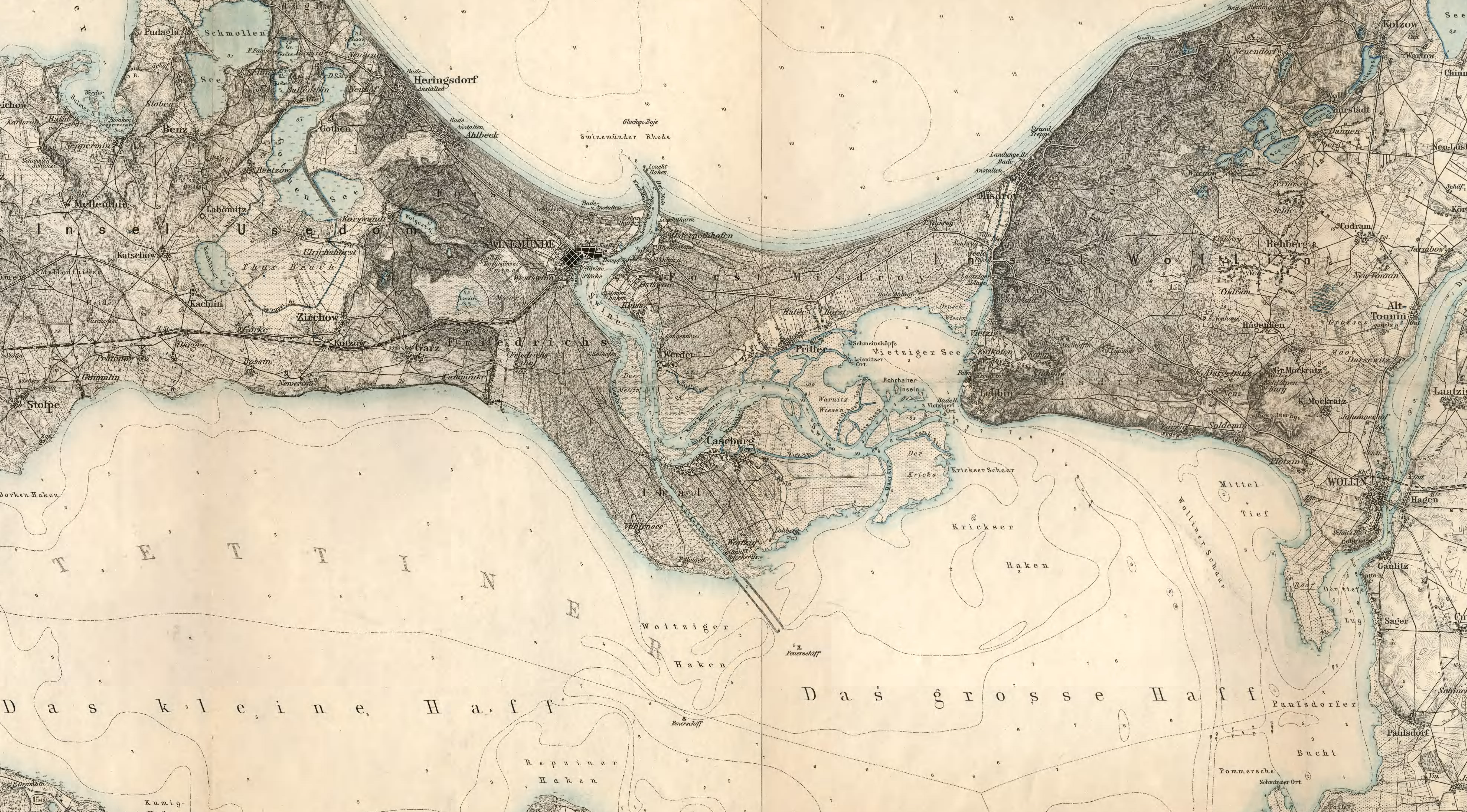
Darsewitz südöstlich der Ostsee-Hafenstadt Swinemünde an der Pommerschen Bucht und nördlich der Stadt Wollin an der Mündung der Dievenow (Dziwna) in das Große Haff auf einer Landkarte von 1893

Darsewitz bildete bis 1945 eine Landgemeinde im  Kreis Usedom-Wollin, Regierungsbezirk Stettin, der preußischen Provinz Pommern des Deutschen Reichs. Zu der Gemeinde gehörten keine weiteren benannten Wohnplätze.
Im Frühjahr 1945 wurde die Region von der Roten Armee besetzt und später von der Sowjetunion zusammen mit ganz Hinterpommern unter polnische Verwaltung gestellt. Es begann danach die Zuwanderung von Polen. Die deutsche Bevölkerung wurde in der Folgezeit von der örtlichen polnischen Verwaltungsbehörde aus Darsewitz vertrieben. Der Ort erhielt den polnischen Ortsnamen „Darzowice“.
Das Dorf hat eine Bevölkerung von etwa 40 Einwohnern.

### Demographie
| Jahr | Anzahl Einwohner | Anmerkungen                           |
| ---- | ---------------- | ------------------------------------- |
| 1818 | 108              | [ 3 ]                                 |
| 1859 | 150              | in 23 Familien, 23 Wohnhäuser         |
| 1867 | 124              | am 3. Dezember                        |
| 1871 | 126              | am 1. Dezember, sämtlich Evangelische |
| 1910 | 124              | [ 2 ]                                 |
| 1925 | 108              | in 20 Haushaltungen                   |
| 1933 | 86               | [ 6 ]                                 |
| 1939 | 87               | [ 6 ]                                 |